# Marin Anton
Marin Anton este un fost politician român. Acesta a ocupat funcția de deputat în legislaturile 2000-2004, și 2012-2016 pe listele partidului PNL.
A fost și prim-vicepreședinte PDL Ilfov, iar, ulterior, în octombrie 2010, a devenit președinte PDL Giurgiu în locul lui Bogdan Cantaragiu.
A fost secretar de stat în subordinea ministrului Radu Berceanu.
După ce acesta din urmă a demisionat, a devenit secretar de stat la Ministerul Mediului și Pădurilor, condus de Laszlo Borbely. În legislatura 2000-2004, Marin Anton a fost membru în grupurile parlamentare de prietenie cu Regatul Thailanda, Australia și Republica Arabă Siriană iar în legislatura 2012-2016, el a fost membru în grupurile parlamentare de prietenie cu Republica Armenia, Republica Slovacă și Republica Tunisiană.  
Potrivit Forbes, averea lui Marin Anton este estimată la aproape zece milioane de euro.

## Controverse
Pe 10 iunie 2015 DNA a început urmărirea penală împotriva lui Marin Anton pentru infracțiunea de folosire a influenței ori autorității în scopul obținerii pentru sine ori pentru altul de bani. În același dosar a fost urmărit penal și fostul senator Cezar Măgureanu. Pe 8 noiembrie 2018 DNA a clasat dosarul în ceea ce-l privește pe Marin Anton
Pe 8 ianuarie 2018 Marin Anton a fost trimis în judecată de DNA pentru luare de mită. Pe 12 februarie 2024 Curtea de Apel București a constatat definitiv prescrierea faptei în ceea ce îl privește pe acesta.